# Amigo por correspondência
Os amigos por correspondência são pessoas que correspondem-se regularmente através de cartas. O termo pode designar ainda este meio de comunicação despretensioso e que é contrário à tendência informatizada da troca de informações.
O pen pal (literalmente: amigo de caneta) é alguém com quem falamos pelo meio e portanto, podendo ser ou não uma pessoa com quem já nos encontrámos fisicamente em algum dia da sua vida.